# استخر (داراب)

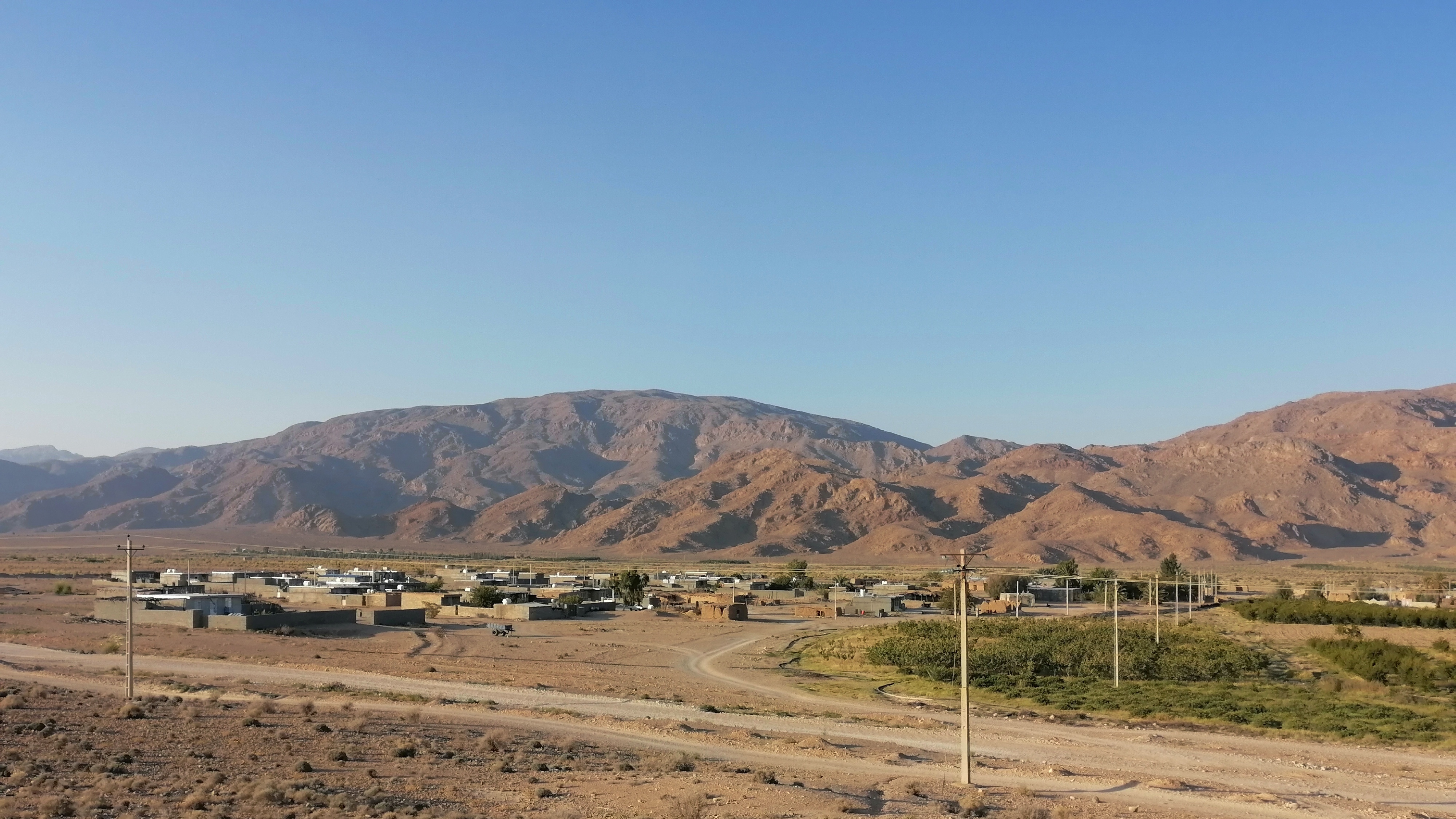
روستای استخر کوهستان داراب (فارس)

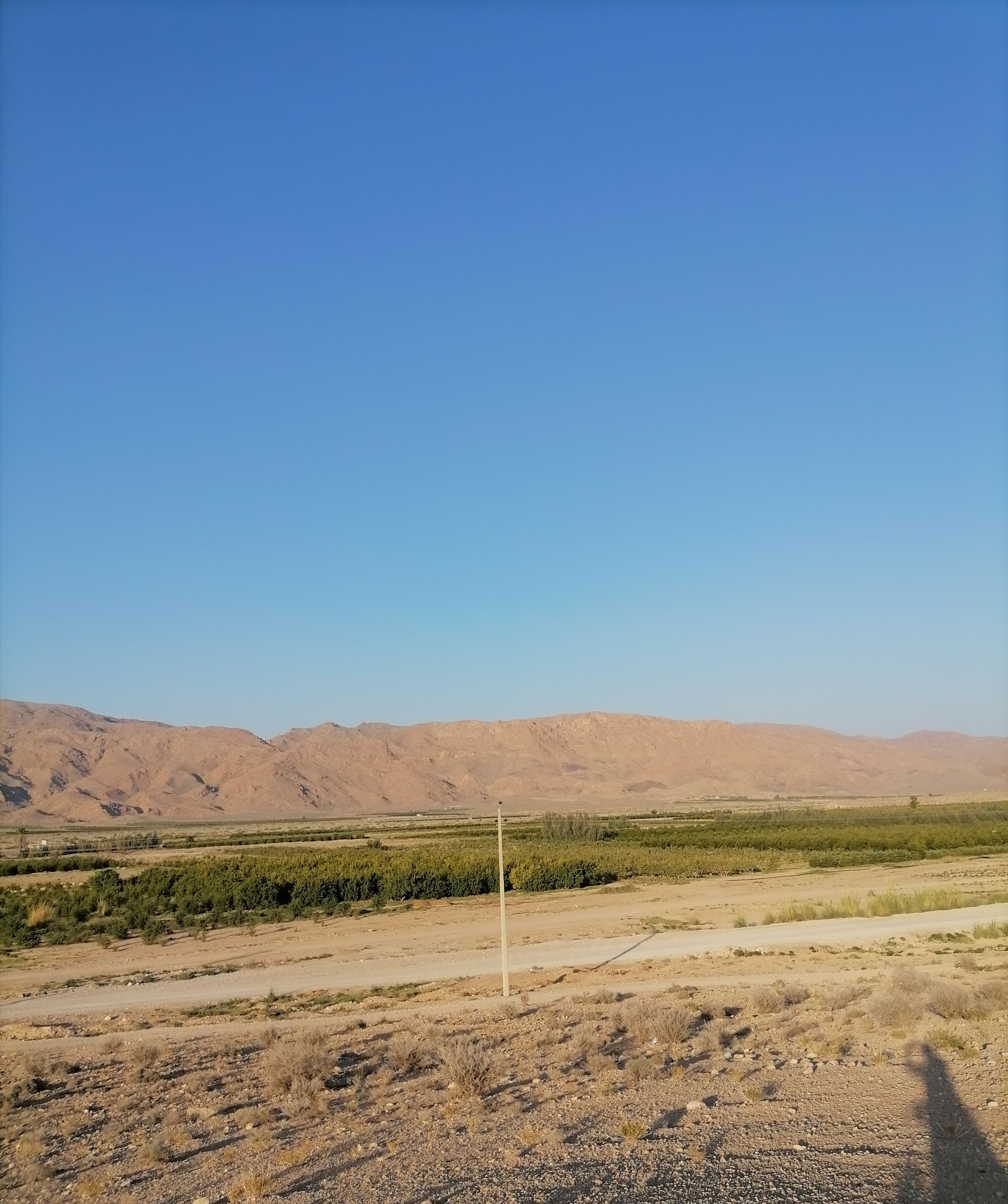
(نمایی زیبا از باغات روستای استخر)

استخر، روستایی در دهستان کوهستان بخش رستاق شهرستان داراب در استان فارس ایران است.

## جمعیت
بر پایه سرشماری عمومی نفوس و مسکن در سال ۱۳۹۵، جمعیت این روستا برابر با ۱۰۷ نفر (۲۹ خانوار) بوده است.